# Cold Bay (vulcão)
O Cold Bay é um estratovulcão de 1920 metros de altitude localizado no extremo sudoeste da península do Alasca. A sua última erupção tem data desconhecida.

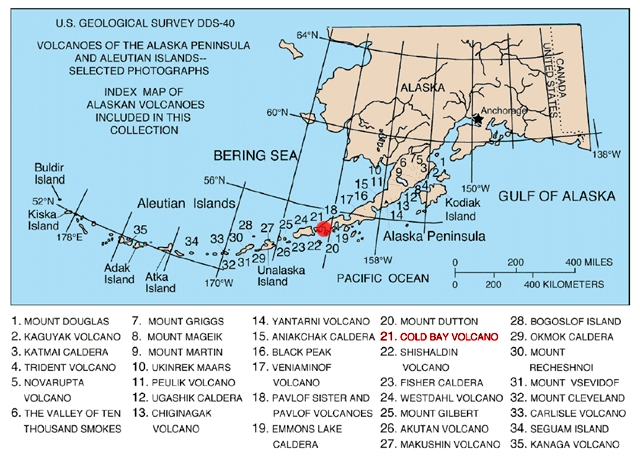
Mapa mostrando os vulcões do Alasca. A marca localiza-se no vulcão de Cold Bay.